# Bourail
Bourail – miasto w Nowej Kaledonii (zbiorowość zamorska Francji); 5,5 tys. mieszkańców (2019). Przemysł spożywczy, ośrodek turystyczny.
W mieście tym spędził ostatnie lata swojego życia i umarł Antoni Berezowski. 